# Westerburen (Noardeast-Fryslân)
Westerburen (Fries: Westerbuorren) is een buurtschap in de gemeente Noardeast-Fryslân, in de Nederlandse provincie Friesland. De buurtschap ligt ten zuiden van Ee het Dokkumergrootdiep en ten noordoosten van Westergeest. De buurtschap ligt aan de Weardebuorsterwei, genoemd naar de nabij gelegen buurtschap Weerdeburen. De plaats ligt aan een doodlopende zijweg en wordt aangegeven met een plaatsnaambord. 

## Geschiedenis
In de 15e eeuw bevond zich in Westerburen Het Convent of het Monckehuys, een uithof van het klooster De Olijfberg te Veenklooster. Ten oosten van deze uithof lag destijds een boerderij, genaamd Idemastate, ook wel Idema of Klein Idema genoemd. Aan het einde van de doodlopende zijweg is later een kop-hals-rompboerderij gebouwd op het restant van de terp.

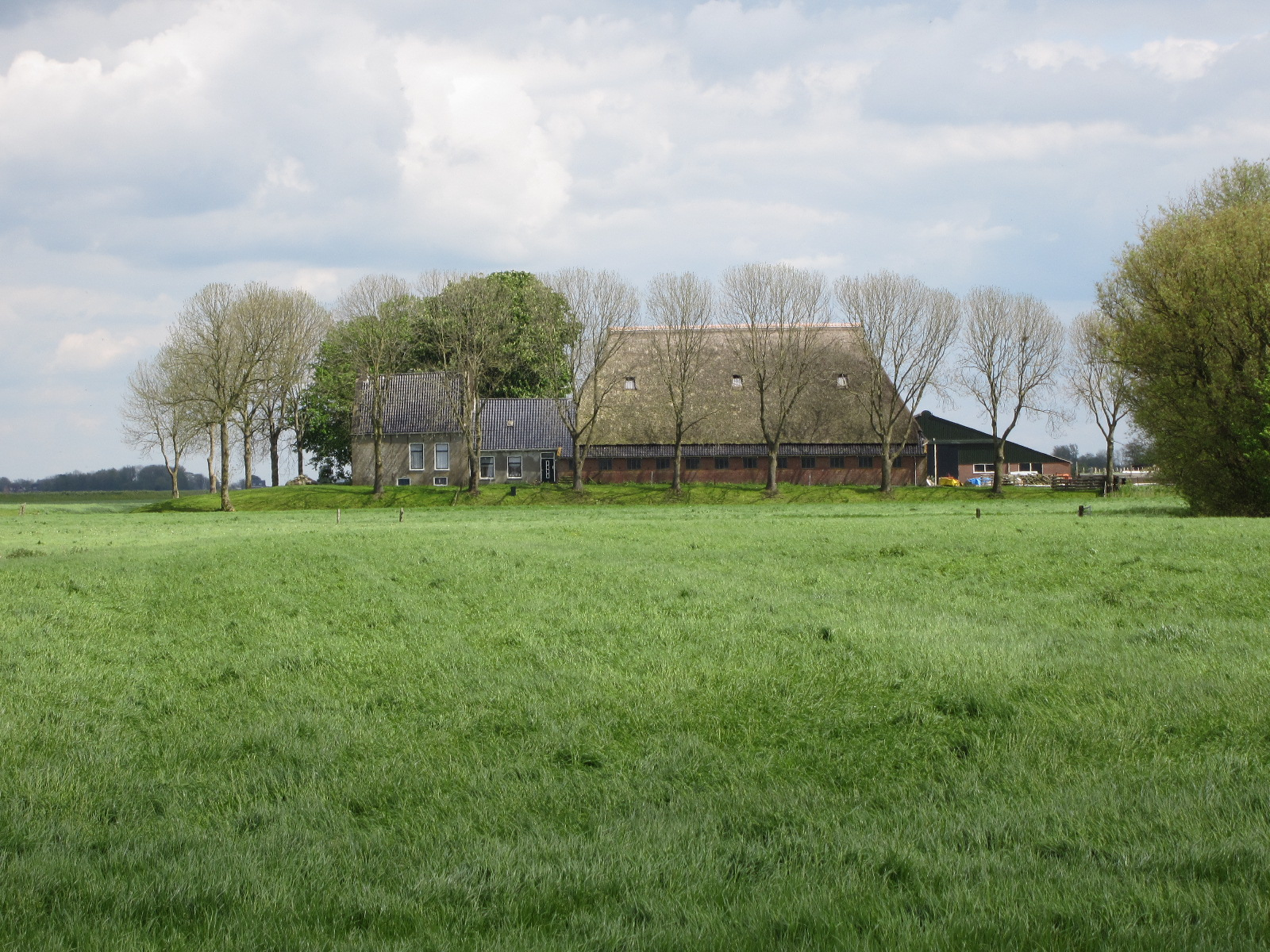
Boerderij op terprestant

Steden, dorpen en gehuchten: Aalsum · Anjum · Augsbuurt · Birdaard · Blija · Bornwird · Brantgum · Burum · Dokkum · Ee · Engwierum · Ferwerd · Foudgum · Genum · Hallum · Hantum · Hantumeruitburen · Hantumhuizen · Hiaure · Hogebeintum · Holwerd · Janum · Jislum · Jouswier · Kollum · Kollumerpomp · Kollumerzwaag · Lichtaard · Lioessens · Marrum · Metslawier · Munnekezijl · Moddergat · Morra · Nes · Niawier · Oosternijkerk · Oostmahorn · Oostrum · Oudwoude · Paesens · Raard · Reitsum · Ternaard · Triemen · Veenklooster · Waaxens · Wanswerd · Warfstermolen · Westergeest · Wetsens · Wierum · Zwagerbosch

Buurtschappen: Abbewier · Bartlehiem (deels) · Beintemahuis · Betterwird · Bollingawier · Bonte Hond · Bornwirdhuizen · Boteburen · Brandeburen · De Dellen · De Keegen · De Kolk · De Leegte · De Rijp · De Wirden · De Schans · Dijkshorne · Dokkumer Nieuwe Zijlen · Drieboerehuizen · Ezumazijl · Groot Medhuizen · Halfweg · Hallumerhoek · Hanenburg · Hantumerhoek · Huis ter Noord · Kettingwier · Klein Medhuizen · Kletterbuurt · Kollumeroudzijl · Krabburen · Laagland · Lutkewier · Molenbuurt · Nieuwland · Oudeterp · Oudwouderzijlen · Reidswal · Scharnehuizen · Stiem · Teerd · Teijeburen · Tergracht (deels) · Ter Lune · Tibma · Tilburen · Tiltjeburen · Vaardeburen · Veldburen · Vijfhuizen (Hallum) · Vijfhuizen (Ternaard) · Visbuurt · Weerdeburen · Westerburen · Westernijkerk · Wie · Wijgeest · Zevenhuizen

Streken: 't Schoor · Galilea · It Paradyske · Lutkelaard · Sibrandahuis · Steenharst · Steenvak · Wildpad (deels) · Zandbulten · Zwagerveen

Friesland: Steden en dorpen      Nederland: Provincies · Gemeenten